# Paul Rosset
Paul Rosset (* 1. Juli 1872 in Lausanne; † 4. März 1954 ebenda, heimatberechtigt in Cerniaz) war ein Schweizer Politiker (LPS).

## Biografie
Rosset studierte Architektur an der ETH Zürich und diplomierte im Jahr 1893. Er war als Architekt in Fleurier, Montreux und Lausanne tätig.
Von 1910 bis 1929 war er im Gemeinderat von Lausanne, und von 1924 bis 1929 Stadtpräsident. 1929 wurde er in den Grossen Rat des Kantons Waadt gewählt und hatte dort Einsitz bis 1933.
Er ist der Initiant des Comptoir vaudois d’échantillons aus dem Jahr 1916, welches später nach Comptoir suisse umbenannt wurde und heute immer noch besteht. Zusammen mit Otto Schmid baute er die Galeries du Commerce in Lausanne von 1908 und 1909 und war an der Renovation des Schloss Chillon beteiligt.